# Канове (Виченца)
Канове (итал. Canove) је насеље у Италији у округу Виченца, региону Венето.
Према процени из 2011. у насељу је живело 1269 становника. Насеље се налази на надморској висини од 990 м.